# Josh Giddey
Joshua Giddey (ur. 10 października 2002 w Melbourne) – australijski koszykarz, występujący na pozycji rzucającego obrońcy, reprezentant kraju, aktualnie zawodnik zespołu Chicago Bulls
W 2021 reprezentował Oklahoma City Thunder podczas rozgrywek letniej ligi NBA w Las Vegas.

## Osiągnięcia
Stan na 21 września 2023, na podstawie, o ile nie zaznaczono inaczej.

### Indywidualne
- Debiutant roku NBL (2021)
- Lider NBL w asystach (2021)
- MVP kolejki NBL (9 – 2020/2021)

### NBA
- Debiutant miesiąca NBA (listopad, grudzień 2021)
- Zaliczony do II składu debiutantów NBA (2022)[3]
- Finalista konkursu Skills Challenge (2022)[4]
- Uczestnik turnieju drużynowego Rising Stars Challenge (2022[5], 2023[6])

### Reprezentacja

#### Seniorów
Drużynowe
- Uczestnik:
  - mistrzostw świata (2023 – 10. miejsce)[7]
  - kwalifikacji do mistrzostw Azji (2020)

Indywidualne
- Laureat nagrody Wanda Rising Star Award mistrzostw świata (2023)[8]

#### Młodzieżowa
- Mistrz Oceanii U–17 (2019)